# Halticoptera trinflata
Halticoptera trinflata är en stekelart som beskrevs av Huang 1991. Halticoptera trinflata ingår i släktet Halticoptera och familjen puppglanssteklar. Inga underarter finns listade i Catalogue of Life.